# Nikojevići
Nikojevići (em cirílico: Никојевићи) é uma vila da Sérvia localizada no município de Užice, pertencente ao distrito de Zlatibor, na região de Stari Vlah. A sua população era de 368 habitantes segundo o censo de 2011.

## Demografia
| 1948 | 1953 | 1961 | 1971 | 1981 | 1991 | 2002 | 2011 |
| ---- | ---- | ---- | ---- | ---- | ---- | ---- | ---- |
| 815  | 728  | 707  | 595  | 509  | 478  | 416  | 368  |